# Onthophagus pygargus
Onthophagus pygargus là một loài bọ cánh cứng trong họ Bọ hung (Scarabaeidae).